# Europamästerskapet i basket för små länder
Europamästerskapet i basket för små länder (officiellt FIBA European Championship for Small Countries, tidigare European Promotion Cup) är en internationell basketturnering arrangerad av FIBA Europe.

## Mästerskap
| År   | Värdnation | Final        | Final     | Final      | Match om tredjepris | Match om tredjepris | Match om tredjepris |
| År   | Värdnation | Vinnare      | Resultat  | Tvåa       | Trea                | Resultat            | Fyra                |
| ---- | ---------- | ------------ | --------- | ---------- | ------------------- | ------------------- | ------------------- |
| 1988 | Malta      | Island       | 86 – 69   | Irland     | Cypern              | 73 – 68             | Luxemburg           |
| 1990 | Wales      | Island       | 101 – 930 | Cypern     | Luxemburg           | 75 – 70             | Irland              |
| 1992 | Cypern     | Österrike    | 70 – 68   | Luxemburg  | Cypern              | 86 – 85             | Irland              |
| 1994 | Irland     | Irland       | 81 – 78   | Cypern     | Island              | 95 – 87             | Luxemburg           |
| 1996 | San Marino | Österrike    | 54 – 52   | Norge      | San Marino          | 85 – 70             | Wales               |
| 1998 | Gibraltar  | Andorra      | [ a ]     | Wales      | San Marino          | [ a ]               | Gibraltar           |
| 2000 | Andorra    | Andorra      | [ a ]     | San Marino | Skottland           | [ a ]               | Wales               |
| 2002 | Malta      | San Marino   | 82 – 70   | Wales      | Skottland           | 94 – 80             | Andorra             |
| 2004 | Andorra    | Andorra      | 95 – 83   | Luxemburg  | Skottland           | 101 – 780           | Azerbajdzjan        |
| 2006 | Albanien   | Azerbajdzjan | 66 – 57   | Albanien   | Andorra             | 94 – 85             | Moldavien           |
| 2008 | Skottland  | Azerbajdzjan | 80 – 78   | Moldavien  | Skottland           | 90 – 76             | Andorra             |
| 2010 | Malta      | Danmark      | 87 – 69   | Andorra    | Malta               | 85 – 77             | Moldavien           |
| 2012 | San Marino | Andorra      | 74 – 72   | Moldavien  | Malta               | 96 – 57             | San Marino          |
| 2014 | Gibraltar  | Andorra      | 66 – 63   | Malta      | Skottland           | 67 – 55             | San Marino          |
| 2016 | Moldavien  | Armenien     | 79 – 71   | Andorra    | San Marino          | 60 – 53             | Irland              |
| 2018 | San Marino | Malta        | 75 – 59   | Norge      | Irland              | 86 – 66             | Gibraltar           |
| 2021 | Irland     | Irland       | [ a ]     | Andorra    | Malta               | [ a ]               | San Marino          |
| 2022 | Malta      | Armenien     | 84 – 68   | Malta      | Andorra             | 84 – 75             | Azerbajdzjan        |
| 2024 | Andorra    | Andorra      | 84 – 79   | Malta      | San Marino          | 73 – 70             | Gibraltar           |

## Anmärkningslista
1. 1 2 3 4 5 6  Gruppspel.